# Lo stretto sentiero verso il profondo Nord
Lo stretto sentiero verso il profondo Nord (奥の細道 o おくのほそ道?, Oku no Hosomichi), tradotto alternativamente come Lo stretto sentiero verso l'interno, è un'importante opera di haibun del poeta giapponese Matsuo Bashō, considerata uno dei maggiori testi della letteratura giapponese del periodo Edo.

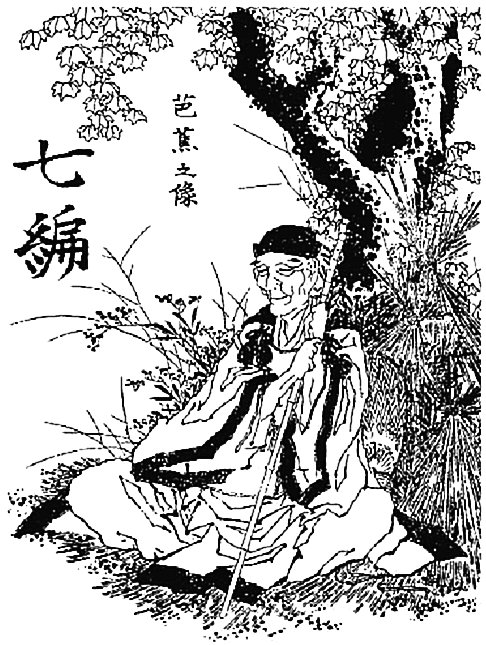
Bashō raffigurato da Hokusai

Il testo è scritto sotto forma di un diario di viaggio in prosa e in versi, che narra di un epico e pericoloso viaggio a piedi compiuto da Bashō attraverso il Giappone del periodo Edo alla fine del XVII secolo. Mentre l'opera poetica divenne un classico del suo genere, i viaggi del poeta descritti nel testo hanno da allora ispirato molte persone a seguire le sue orme e a ripercorrere il suo viaggio. In uno dei suoi passi più memorabili, Bashō suggerisce che "ogni giorno è un viaggio, e il viaggio stesso la casa". Il testo fu influenzato anche dalle opere di Du Fu, che era grandemente onorato da Bashō.
Di Oku no Hosomichi, Kenji Miyazawa una volta suggerì: "Era come se l'anima stessa del Giappone si fosse scritta da sé."

## Il testo

### Frasi di apertura
Le frasi introduttive di Bashō sono le più citate di Oku no Hosomichi:
| Originale giapponese | Traduzione italiana di Cesare Barioli |
| 月日は百代の過客にして、行かふ年も又旅人也。舟の上に生涯をうかべ馬の口とらえて老をむかふる物は、日々旅にして、旅を栖とす。古人も多く旅に死せるあり。予もいづれの年よりか、片雲の風にさそはれて、漂泊の思ひやまず、海浜にさすらへ、去年の秋江上の破屋に蜘の古巣をはらひて、やゝ年も暮、春立る霞の空に、白河の関こえんと、そヾろ神の物につきて心をくるはせ、道祖神のまねきにあひて取もの手につかず、もゝ引の破をつヾり、笠の緒付かえて、三里に灸すゆるより、松島の月先心にかゝりて、住る方は人に譲り、杉風が別墅に移るに、 草の戸も住替る代ぞひなの家 面八句を庵の柱に懸置。 | I giorni e le notti si alternano fugaci, come perle sfilate da un rosario. Ugualmente gli anni sorgono e tramontano. La nostra vita è un viaggio, che alcuni trascorrono in barca; altri per strada, finché non invecchiano i cavalli del loro carro. Non è la strada la nostra vera dimora? Lo mostrano i poeti d’un tempo che hanno incontrato la morte camminando. Anche per me giunse il giorno in cui l’infinita libertà delle nuvole mosse dal vento chiamava a vagabondare lungo le coste selvagge di Ki. Quando ritrovai la mia capanna in riva al fiume, l’estate era finita; e nel tempo che impiegai a ripulire il legno vecchio dalle ragnatele, anche l’anno era finito. Con la primavera nebbiosa tornò il prurito di riprendere la strada verso la dogana di Shirakawa; gli dei del viaggio chiamavano, e io non potevo ignorarli. Rammendai quindi le braghe, infilai un cordone nuovo nei passanti del cappello e, bruciando moxa sul san-ri (bruciature terapeutiche d’artemisia sul punto "tre leghe") per rinforzare le gambe, già vedevo sorgere la luna di Matsushima. Ho venduto la capanna, ospite per qualche giorno nel padiglione del mio discepolo Sampu, ma prima di lasciare anche quest’albergo, ho pennellato una poesia su una sciarpa che ho appesa al pilastro: (giapponese) «Questa bicocca da eremita non sarà più la stessa casa di bambole» (italiano) «Kusa no to mo sumikawaru yo zo hina no ie» (L'ultima riga allude a Hina-matsuri, la festa delle ragazze, terzo giorno della Terza Luna; le famiglie che hanno figlie, espongono delle bambole su una mensola.) Questo divenne il primo di una sequenza di otto versi. |

### Trama

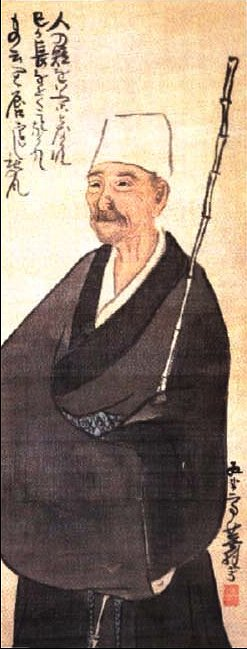
Bashō raffigurato da Buson

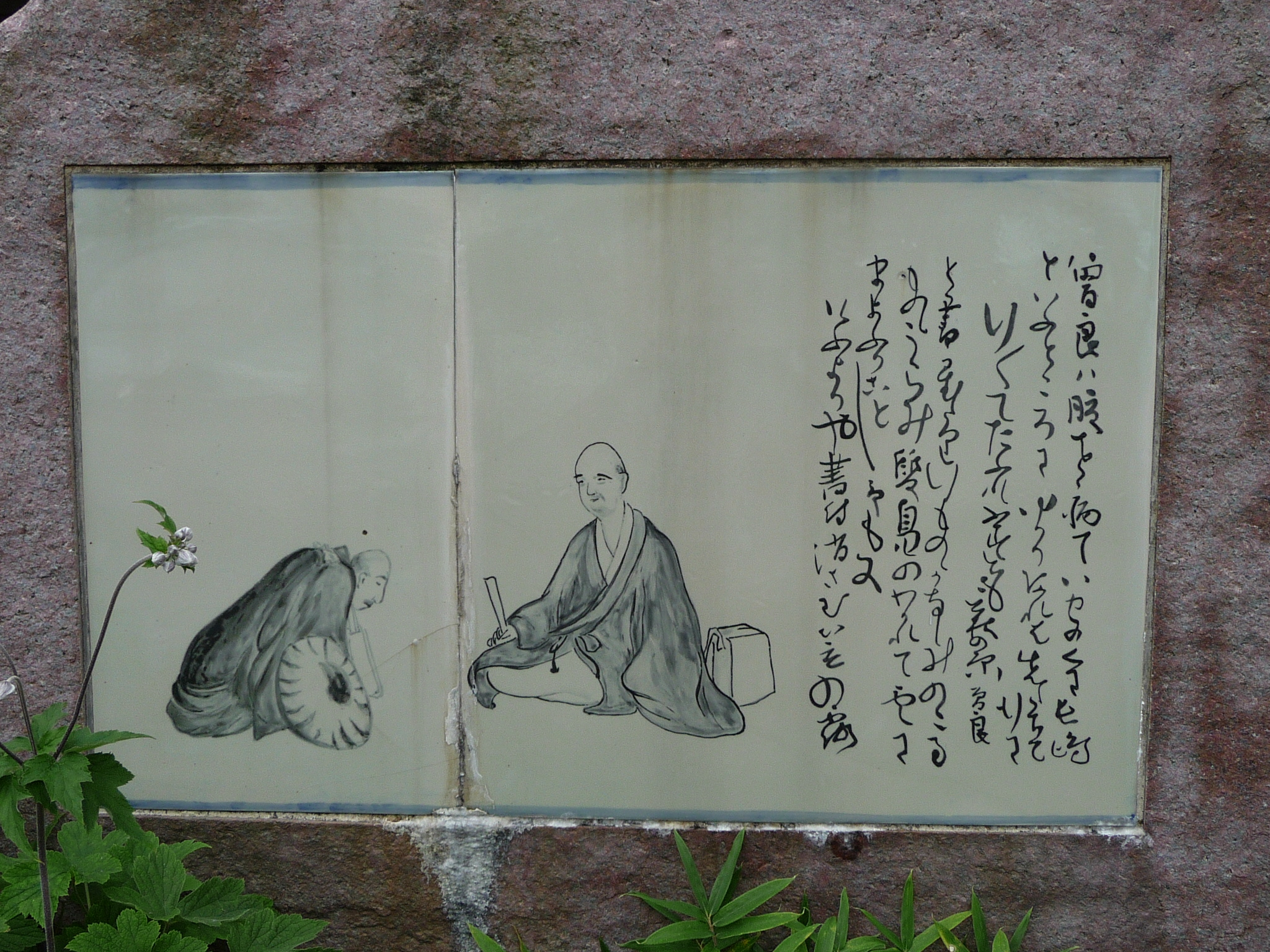
Bashō (destra) e Sora (sinistra) si separarono presso Yamanaka Onsen

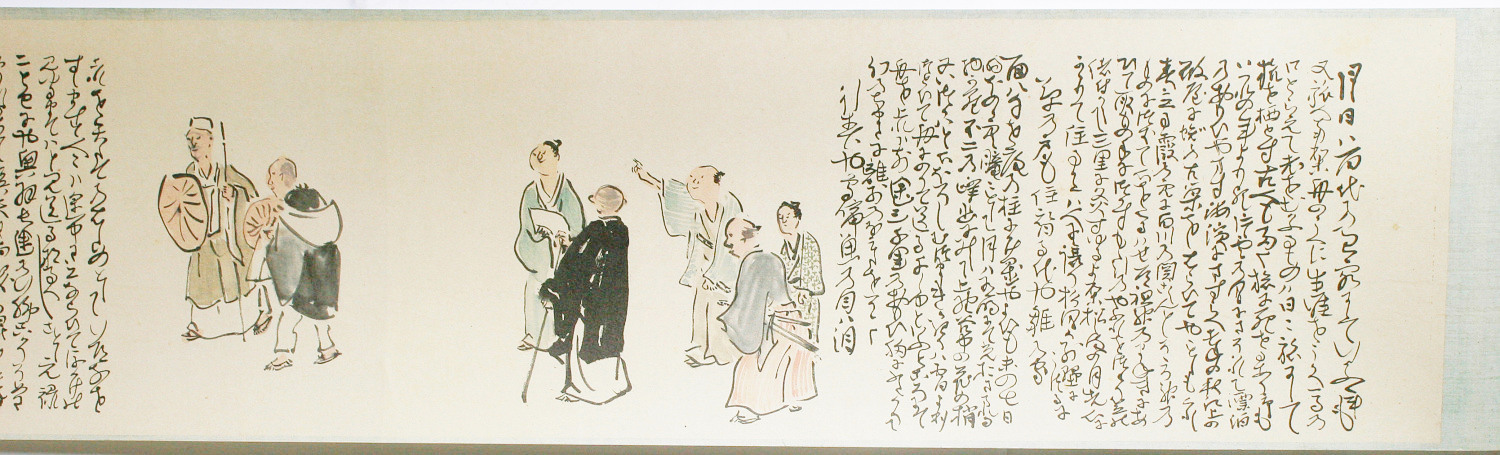
Rotolo a mano [Buson] di Oku no Hosomichi

Lo stretto sentiero verso il profondo Nord fu scritto sulla base di un viaggio intrapreso da Bashō nella tarda primavera del 1689. Insieme al suo discepolo e compagno di viaggio Kawai Sora (河合曾良), partì da Edo (l'odierna Tokyo) per la regione interna settentrionale nota come Oku, spinto soprattutto dal desiderio di vedere i luoghi di cui scrivevano gli antichi poeti in uno sforzo di "rinnovare la propria arte". Specificamente, Bashō stava emulando Saigyō, che lodava come il più grande poeta waka; Bashō reputava essenziale visitare tutti i siti menzionati nei versi di Saigyō. Viaggiare in quei giorni era molto pericoloso, ma Bashō coltivava una specie di ideale poetico del vagabondaggio. Viaggiò in tutto per circa 156 giorni, coprendo quasi 2.400 km, per la maggior parte a piedi. Di tutte le opere di Bashō, questa è la più nota.
Questo diario poetico è nella forma conosciuta come haibun, una combinazione di prosa e di haiku. Esso contiene molti riferimenti a Confucio, a Saigyō, a Du Fu, all'antica poesia cinese, e perfino all'Heike monogatari. Riesce a raggiungere un delicato equilibrio fra tutti gli elementi per produrre un racconto potente. È principalmente un resoconto di viaggio, e  Bashō descrive vivacemente l'essenza poetica unica di ogni fermata dei suoi viaggi. Le fermate nel suo viaggio includono il santuario Tokugawa a Nikkō, la dogana di Shirakawa, le isole di Matsushima, Hiraizumi, Sakata, Kisakata ed Etchū. Lui e Sora si separarono a Yamanaka, ma ad Ōgaki si riunì brevemente con alcuni dei suoi altri discepoli, prima di separarsi di nuovo al santuario di Ise e di concludere il racconto.
Dopo il suo viaggio, trascorse cinque anni lavorando e rilavorando sulle poesie e sulla prosa di Oku no Hosomichi, che però fu pubblicato solo tre anni dopo la sua morte, nel 1702. In base alle differenze tra le versioni in bozza del resoconto, il Diario di viaggio di Sora e la versione finale, è chiaro che Bashō si prese numerose libertà artistiche nella scrittura. Un esempio di questo è che nel Senjūshu ("Selezione di racconti") attribuito a Saigyō, il narratore sta passando attraverso Eguchi quando è spinto da una tempesta a cercare rifugio nella vicina casa di campagna di una prostituta; questo porta a uno scambio di poesie, dopodiché egli passa la notte là. Bashō similmente include in Lo stretto sentiero verso il profondo Nord un racconto di lui che ha uno scambio con delle prostitute che si trovano nella stessa locanda, ma Sora non menziona niente.

## Filosofia del testo

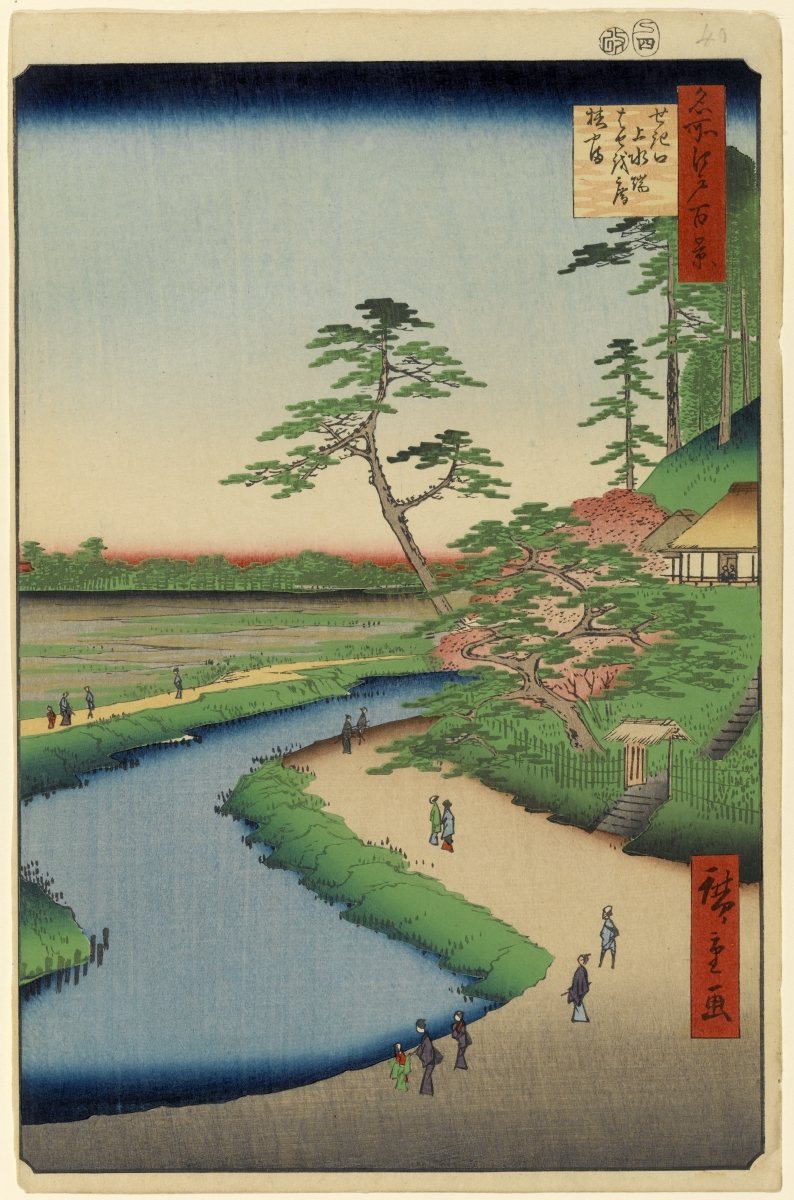
La capanna di Bashō sulla Collina delle camelie. N. 40 delle Cento vedute famose di Edo di Hiroshige (1856–58)

Nobuyuki Yuasa nota che Bashō studiò meditazione zen sotto la guida del prete Buccho, benché non sia certo se Bashō abbia mai raggiunto l'illuminazione. Lo studioso giapponese D. T. Suzuki ha descritto quella di Bashō nella scrittura poetica come una filosofia che richiedeva che sia "il soggetto che l'oggetto fossero interamente annientati" nell'esperienza meditativa. Yuasa parimenti scrive: "Bashō aveva gettato via i suoi attaccamenti terreni, uno per uno, negli anni precedenti al viaggio, e ora non aveva nient'altro da gettare via se non il sé stesso che era in lui come anche intorno a lui. Doveva gettare via questo se stesso, perché altrimenti non sarebbe stato in grado di ripristinare la sua vera identità (ciò che egli chiama 'l'eterno sé che è la poesia')." Yuasa nota ancora: "Lo stretto sentiero verso il profondo Nord è lo studio di Bashō sull'eternità, e per quanto sia riuscito in questo tentativo, è anche un monumento che egli ha posto contro lo scorrere del tempo."

### Traduzioni italiane
- Matsuo Bashō, L'angusto sentiero del Nord, traduz. it. di Cesare Barioli, ed. illustrata, Firenze, Vallardi Industrie Grafiche, 2009, ISBN 978-88-76964-16-9.
  - Versione in linea:  Matsuo Basho, L'angusto sentiero del Nord (PDF), su cascinamacondo.it, traduz. it. di Cesare Barioli. URL consultato il 22 giugno 2018 (archiviato dall'url originale il 18 aprile 2016), per gentile concessione di A.I.S.E. (Associazione Italiana Sport-Educazione).

### Opere critiche
- Donald Keene, Seeds in the Heart: Japanese Literature from Earliest Times to the Late Sixteenth Century, New York, Columbia University Press, 1999, ISBN 0-231-11441-9.
- Donald Keene, Travelers of a Hundred Ages, New York, Columbia University Press, 1999a, ISBN 978-0-231-11437-0.
- Howard Norman, On the Trail of a Ghost, in National Geographic, febbraio 2008,  pp. 136-149.
  - Versione in linea:  Howard Norman, On the Poet's Trail, su ngm.nationalgeographic.com, National Geographic, febbraio 2008. URL consultato il 13 novembre 2010 (archiviato dall'url originale il 22 marzo 2008).
- Haruo Shirane, Traces of Dreams: Landscape, Cultural Memory, and the Poetry of Bashō, Stanford, Stanford University Press, 1998, ISBN 0-8047-3099-7. (Anteprima su Google Libri)
- Daisetz Teitaro Suzuki, The Awakening of Zen, Londra, Shambhala, 1980.